# Maxime Raynaud
Maxime Pierre Raynaud (París, 7 de abril de 2003) es un baloncestista estadounidense que pertenece a la plantilla de los Sacramento Kings de la NBA. Con 2,16 metros de estatura, juega en la posición de pívot. 

## Trayectoria deportiva

### Universidad
Tras jugar en su país una temporada en el equipo junior del Nanterre 92, jugó cuatro temporadas con los Cardinal de la Universidad de Stanford, en las que promedió 12,6 puntos, 7,7 rebotes y 1,3 asistencias por partido. En 2024 fue elegido jugador más mejorado e incluido en el segundo mejor quinteto de la Pac-12 Conference, mientras que al año siguiente, tras el cambio de conferencia de su universidad, lo fue en el mejor quinteto de la Atlantic Coast Conference. Fue elegido además mejor deportista escolar de la ACC.

#### Estadísticas
| Año     | Equipo   | PJ  | PT | MPP  | %TC  | %3P  | %TL  | RPP  | APP | ROB | TPP | PPP  |
| ------- | -------- | --- | -- | ---- | ---- | ---- | ---- | ---- | --- | --- | --- | ---- |
| 2021–22 | Stanford | 29  | 5  | 12.0 | .541 | .423 | .538 | 3.8  | .8  | .2  | .2  | 4.5  |
| 2022–23 | Stanford | 33  | 23 | 22.4 | .540 | .279 | .595 | 6.1  | .9  | .5  | .5  | 8.8  |
| 2023–24 | Stanford | 32  | 31 | 29.1 | .567 | .361 | .784 | 9.6  | 2.0 | .7  | .8  | 15.5 |
| 2024–25 | Stanford | 35  | 35 | 33.5 | .467 | .347 | .770 | 10.6 | 1.7 | .9  | 1.4 | 20.2 |
| Total   | Total    | 129 | 94 | 24.7 | .515 | .347 | .732 | 7.7  | 1.3 | .6  | .8  | 12.6 |

### Profesional
Fue elegido en la cuadragésimo segunda posición del Draft de la NBA de 2025 por los Sacramento Kings, con los que firmó un contrato de rookie por tres temporadas.